# Acugamasus punctatus
Acugamasus punctatus är en spindeldjursart som först beskrevs av Womersley 1942.  Acugamasus punctatus ingår i släktet Acugamasus och familjen Ologamasidae. Inga underarter finns listade i Catalogue of Life.